# Sozialismus (Zeitschrift)
Die Zeitschrift Sozialismus wird seit 1972 von Einzelpersonen und dem Verein Sozialistische Studiengruppen e. V. (Sost e. V.) herausgegeben im Autorenverlag VSA: Verlag Hamburg.
Die Redaktion der monatlich erscheinenden Hefte sieht die Zeitschrift als ein Forum für die politische Debatte der gewerkschaftlichen und politischen Linken in Deutschland. Das in Magazinform erscheinende Blatt enthält Beiträge von Autoren aus dem sozialistischen, linkssozialistischen, sozialdemokratischen und gewerkschaftlichen Spektrum. Die Zeitschrift ist eine Kooperationspartnerin des Internetportals Linksnet.

## Forum Gewerkschaften
In jeder Ausgabe erscheinen Beiträge im Forum Gewerkschaften, zu dem ein Beirat besteht, vorwiegend aus Aktiven vor der IG Metall und ver.di. Im Heft 11 von 2018 wurden als Mitglieder benannt: Heinz Bierbaum, Ulrich Brinkmann, Günter Busch, Frank Deppe, Richard Detje, Christoph Ehlscheid, Michael Erhardt, Klaus Peter Kisker, Dieter Knaus, Jörg Köhlinger, Otto König, Klaus Pickshaus, Lilo Rademacher, Sabine Reiner, Bernd Riexinger, Heidi Scharf, Manfred Scherbaum, Michael Schlecht, Gabriele Schmidt, Horst Schmitthenner, Sybille Stamm, Hans-Jürgen Urban, Gerhard Wick, Jörg Wiedemuth.

Beirat und Redaktion versuchen, frühzeitig Themen auch „jenseits der Beschlusslage« in die gewerkschaftlichen Diskussionen einzubringen. »Mit den in jedem Heft enthaltenen Beiträgen des Forum Gewerkschaften sind wichtige Debatten innerhalb der Gewerkschaften angestoßen worden und werden es noch immer.“ Dies führte gelegentlich zu Irritationen, so formulierte im Jahr 2005 der damalige DGB-Vorsitzende Michael Sommer, der sich zuvor als stellvertretender Vorsitzender der Deutschen Postgewerkschaft an Veranstaltungen gegen den Jugoslawienkriege beteiligt hatte, in einem Interview der Zeitschrift  brand eins : „Ein IG-Metall-Funktionär schreibt in der Zeitschrift Sozialismus, der DGB sei, was den Standortwettbewerb und daraus folgende Erpressungspotenziale der Arbeitgeber betreffe, nicht handlungsfähig. Mit Verlaub, ich halte diese Zeitschrift nicht für das Zentralorgan der deutschen Gewerkschaften.“

## Inhalt
Zu den Themen der Zeitschrift zählen:
- die Berichterstattung und Kommentierung der ökonomischen und politischen Fakten in Deutschland, der Europäischen Union, der Schwellen- und anderer Länder der Welt
- Berichte und Kommentare zu gewerkschaftlichen Strategien im Forum Gewerkschaften
- die Entwicklungen der geopolitischen Konflikte der internationalen Politik
- die Verbreitung der internationalen Debatte der Linken um Analyse und Kritik der kapitalistischen Gesellschaftsformation, in Kooperation mit Autoren sowie mit Zeitschriften aus Frankreich, Italien, Großbritannien und den USA
- die Besprechung und Kritik einschlägiger Neuerscheinungen
- die Geschichte der Linken

Die Zeitschrift enthält in zweimonatlichem Rhythmus Supplement mit Beiträgen zu theoretischen, politischen und historischen Themen.

## Geschichte
Die Zeitschrift erscheint in unterschiedlichen Perioden seit 1972, zuerst in Westberlin herausgegeben unter dem Titel »Diskussionsbände« vom damaligen »Projekt Klassenanalyse«. Von 1976 bis 1981 erschien sie unter »Beiträge zum wissenschaftlichen Sozialismus«, seitdem unter »Sozialismus« im Magazinformat. Seit Oktober 1983 ist der Erscheinungsrhythmus monatlich. Anlass für die Existenz war der unbefriedigende Zustand der sozialistisch-kommunistischen Blätter zu Beginn der 1970er Jahre. Die zentrale These der Redaktion lautete: Marxistische Zeitschriften müssen eine Plattform für kontroverse Diskussionen sein. Das richtete sich gegen die damals weit verbreitete Position, kritische und selbstkritische Beiträge würden nur Verwirrung stiften. Dagegen wurde diese Maxime von Karl Marx gesetzt: „Rücksichtslosigkeit ist erste Bedingung aller Kritik“.
Nach der Wende 1989 beteiligen sich Autoren aus der ehemaligen DDR an der schwierigen Gratwanderung, eine aktuelle und zugleich wissenschaftliche sozialistische Zeitschrift zu machen, die sich sowohl in kritischer Distanz zum real existierenden Sozialismusversuch als auch zum etablierten Wissenschaftsbetrieb im Westen versteht, zugleich aber theoretisch fundiert und für Gewerkschafter und engagierte Sozialisten lesbar ist.
Im Dezember 2024 erschien die 500. Ausgabe der Zeitschrift.

## Redaktion
Die Redaktion der Zeitschrift beteiligt sich an verschiedenen Tagungen und Kongressen sowie an der politischen Bildungsarbeit von Gewerkschaften und linken Parteien
(u. a. mit Workshops in Kooperation mit WISSENTransfer, der Rosa-Luxemburg-Stiftung und Helle Panke). Und sie engagiert sich, Widerstand zu organisieren (anlässlich des Krieges auf dem Balkan wurde ein Kongress organisiert und mehr als 100.000 Unterschriften gesammelt). Die Zeitschrift war Mitveranstalter der »Gesellschaftspolitischen Foren«, die den Prozess der Parteineubildung aus der Partei Arbeit & soziale Gerechtigkeit – Die Wahlalternative (WASG) und der Linkspartei.PDS begleiteten. Einige Herausgeber und Redaktionsmitglieder waren und sind in der Partei Die Linke engagiert. Der Redaktion gehören Christoph Lieber, Bernhard Müller, Björn Radke, Bernhard Sander und Gerd Siebecke an.